# Matara cincta
Matara cincta là một loài tò vò trong họ Ichneumonidae.